# 예카테리나 1세
예카테리나 1세(러시아어: Екатерина I Алексеевна, 본명: 마르타 헬레나 스코브론스카(폴란드어: Marta Helena Skowrońska, 러시아어: Марта Самуиловна Скавронская 마르타 사무일로브나 스카브론스카야[*]), 1684년 4월 15일 - 1727년 5월 17일)는 표트르 1세의 황후이자 러시아 제국 로마노프 왕조의 황제(재위: 1725년 2월 8일 - 1727년 5월 17일)이다.

## 생애
표트르 1세의 두 번째 부인으로, 쿠를란트-젬갈레 공국의 지배를 받고 있던 야콥슈타트(Jakobstadt, 현재의 라트비아 예캅필스) 출신이다. 거기에다 그녀는 귀족 출신이 아닌 평범한 농민 출신이었다.
1698년에 당시 예카테리나와 사랑에 빠진 표트르 1세는 본부인인 황후 예브도키야 로푸히나가 성정이 너그럽지 못하다는 이유로 황후의 자리에서 폐위시키고 정교회 수녀원으로 강제 추방시켰다. 그리고 예카테리나는 1712년에 정식으로 황후로 책봉되었다. 1725년 표트르 1세가 요로결석으로 서거했으나, 표트르 1세의 아들인 황태자 알렉세이 페트로비치 황태자가 1718년에 반란에 가담하여 황태자 직분을 박탈당한 뒤 고문 후유증으로 죽고, 그 아들인 표트르 2세도 아직 너무 어렸기 때문에 표트르 1세의 측근들과 황제 근위대가 황후인 예카테리나를 황제로 추대, 제위에 올랐다. 그러나 2년 간의 짧은 치세로 남편처럼 큰 업적을 이루지 못하고 1727년 5월 17일 43세의 나이로 서거했다.
표트르 1세와의 사이에서 7명의 자식을 두었으나, 5명은 모두 유아기에 사망했다. 살아남은 자식들은 모두 딸들이었는데, 큰딸 안나 페트로브나 황태녀는 훗날의 표트르 3세를 낳았고, 옐리자베타 페트로브나는 훗날 어머니를 따라 역시 여제가 된다(바로 따랐다는 건 아니고, 중간에 몇 명의 황제들이 있었다.).

## 자녀
| 사진 | 이름                  | 생일             | 사망                  | 기타                                                              |
| ---- | --------------------- | ---------------- | --------------------- | ----------------------------------------------------------------- |
|      | 표트르 페트로비치     | 1704년           | 유년기에 사망         | 요절                                                              |
|      | 파벨 페트로비치       | 1705년           | 유년기에 사망         | 요절                                                              |
|      | 예카테리나 페트로브나 | 1706년           | 1708년(2세)           | 요절                                                              |
|      | 안나 페트로브나       | 1708년 1월 27일  | 1728년 5월 15일(20세) | 홀슈타인고토르프 공작 카를 프리드리히과 결혼, 표트르 3세의 어머니 |
|      | 옐리자베타 페트로브나 | 1709년 12월 18일 | 1762년 1월 5일(52세)  | 후일 러시아 여제, 미혼                                            |
|      | 마리아 페트로브나     | 1713년 3월 20일  | 1715년 5월 27일(2세)  | 요절                                                              |
|      | 마르가리타 페트로브나 | 1714년 9월 19일  | 1715년 6월 7일(0세)   | 요절                                                              |
|      | 표트르 페트로비치     | 1715년 11월 15일 | 1719년 4월 19일(3세)  | 요절                                                              |
|      | 파벨 페트로비치       | 1717년 1월 13일  | 1717년 1월 14일(0세)  | 요절                                                              |
|      | 나탈리야 페트로브나   | 1718년 8월 31일  | 1725년 3월 15일(6세)  | 요절                                                              |
|      | 표트르 페트로비치     | 1723년 10월 7일  | 1723년 10월 7일       | 요절                                                              |

| 전임 표트르 1세 (재위 1725 - 1727) | 러시아의 군주 1725년 2월 8일 - 1727년 5월 17일 | 후임 표트르 2세 (재위 1727 - 1730) |